# Cidades Ilustradas
Cidades Ilustradas é uma série de livros ilustrados com paisagens e cenários de cidades brasileiras feitos por autores de outros estados ou estrangeiros. A série foi publicada entre 2003 e 2013 pela editora Casa 21, num total de 13 volumes. A série ganhou duas vezes o Troféu HQ Mix na categoria "melhor projeto editorial", em 2006 e 2007.
1. Belo Horizonte, por Miguelanxo Prado
2. Rio de Janeiro, por Jano
3. Curitiba, por Cesar Lobo
4. Salvador, por Marcelo Quintanilha
5. Cidades do Ouro (Ouro Preto, Congonhas, Tiradentes, São João Del Rei e Diamantina), por Lelis
6. Belém, por Jean-Claude Denis
7. São Paulo, por David Lloyd
8. Florianópolis, por Guazzelli
9. Porto Alegre, por Carlos Nine
10. Brasília, por Edgar Vasques
11. São Luís, por Fábio Moon e Gabriel Bá
12. Niterói, por Joaquim da Fonseca
13. Manaus, por Lourenço Mutarelli